# Audit Monitor
Ein Audit-Monitor ist ein System in der Informationstechnik, über das Auditing implementiert wird. Der Audit-Monitor überwacht und protokolliert Informationen zu Benutzern bzw. Clienten bei Zugriffen auf sicherheitsrelevante Ressourcen.
Ein Audit-Monitor kann hierbei als Proxy, als Middleware oder als Bestandteil der Anwendung, welche die Ressourcen verwaltet, implementiert sein.